# Steven Beitashour
Steven Mehrdad Beitashour (* 1. Februar 1987 in San José, Kalifornien) ist ein iranisch-US-amerikanischer Fußballspieler.
Sein Vater ist ein aus dem Iran stammender Assyrer und seine Mutter eine aus dem Iran stammende Perserin.
Beitashour begann auf der Leland High School mit dem Fußballspielen. 2010 wurde er im MLS SuperDraft von den San José Earthquakes als 30. Spieler gezogen. Am 10. April 2010 gab er sein Profidebüt im Spiel gegen Chicago Fire. Sein erstes Tor erzielte er am 24. April 2010 im Spiel gegen den CD Chivas USA.
Seit 2018 spielt er für den Los Angeles FC.
Im August 2012 wurde er von Jürgen Klinsmann für das Spiel gegen Mexiko für die Nationalmannschaft der USA nominiert, aber nicht eingesetzt. Am 15. Oktober 2013 machte er gegen Thailand sein erstes Spiel für die Iran. Er stand im iranischen Kader bei der WM 2014.